# Joanna Muchová
Joanna Muchová, polsky: Joanna Mucha, (* 12. dubna 1976 Płońsk) je polská liberální politička a ekonomka, od října 2007 poslankyně dolní komory – Sejmu za Občanskou platformu. Členkou této strany se stala roku 2002. V letech 2011–2013 zastávala úřad ministryně sportu a cestovního ruchu ve druhé vládě Donalda Tuska.
V roce 2001 ukončila magisterské studium na Fakultě managementu Varšavské univerzity, kde roku 2007 získala doktorát z ekonomie. Následně přednášela na Katolické univerzitě v Lublinu. Působila také v Unii svobody.
Ministryní sportu byla v období příprav a konání červnového Mistrovství Evropy ve fotbale 2012, které se konalo v Polsku a na Ukrajině. Pokud by nedošlo k otevření Národního stadionu ve Varšavě do 29. ledna 2012, tak učinila slib, že kolem této arény bude běhat.
Na kandidátce Evropské koalice nebyla, jako nominantka Občanské platformy, zvolena ve volbách do Evropského parlamentu 2019.
V prosinci 2019 ohlásila kandidaturu na předsedkyni Občanské platformy v rámci lednového volebního sněmu 2020.
Z manželství, které bylo rozvedeno v roce 2011, má dva syny. Následně udržovala vztah s ekonomem Januszem Jankowiakem.